# ۱۲ ژوئیه
۱۲ ژوئیه صد و نود و سومین (در سال‌های کبیسه صد و نود و چهارمین) روز سال در گاه‌شماری میلادی است. ۱۷۲ روز تا پایان سال باقی‌است.

## رویدادها
- ۱۱۹۱ - با تسلیم شدن مدافعان مسلمان محاصره دو ساله شهر عکا در جریان جنگ صلیبی سوم به پایان رسید و شهر به تصرف صلیبیون درآمد.
- ۱۸۰۶ - تشکیل کنفدراسیون راین
- ۱۹۱۸ - در اثر انفجار انبار مهمات نبردناو کاواچی نیروی دریایی امپراتوری ژاپن در ساحل تکومایا بیش از ۶۲۰ تن کشته شدند.
- ۱۹۷۵ - سائوتومه و پرنسیپ از پرتغال اعلان استقلال کرد.
- ۱۹۷۹ - جزایر گیلبرت با نام جمهوری کیریباتی استقلال خود را از بریتانیا کسب کرد.
- ۱۹۸۶ - مجلس قانون‌گذاری نیوزیلند رابطه جنسی بین دو مرد بالای ۱۶ سال با رضایت طرفین را قانونی اعلام کرد.
- ۱۹۸۷ - کونامی، شرکت بازی سازی ژاپنی نخستین نسخه از بازی متال گیر را منتشر کرد.
- ۲۰۰۶ - آغاز جنگ سی و سه روزه بین اسرائیل و حزب‌الله لبنان
- ۲۰۱۲ - در اثر انفجار یک کامیون حامل سوخت در ایالت جنوبی ریورز نیجریه بیش از ۱۲۰ تن کشته شدند.

## زادروزها
- ۱۰۰ پیش از میلاد - ژولیوس سزار، کنسول و امپراتور جمهوری روم
- ۱۹۰۴ - پابلو نرودا، دیپلمات، سناتور، شاعر شیلیایی
- ۱۹۸۰ - ویویان مراد، خوانندهٔ لبنانی.[۱]
- ۱۹۹۷ - ملاله یوسف‌زی، فعال حقوق زنان اهل پاکستان

## درگذشت‌ها
- ۲۰۰۳ - گریگوری پک، بازیگر آمریکایی